# Ligne Ōarai Kashima
La ligne Ōarai Kashima (大洗鹿島線, Ōarai Kashima-sen) est une ligne ferroviaire exploitée par la compagnie privée Kashima Rinkai Tetsudo (KRT) dans la préfecture d'Ibaraki au Japon. Elle relie la gare de Mito à Mito à la gare de Kashima Soccer Stadium à Kashima.

## Histoire
La ligne a été ouverte le 14 mars 1985.

## Caractéristiques

### Ligne
- Longueur : 53,0 km
- Ecartement : 1 067 mm
- Nombre de voies : Voie unique

### Interconnexion
A Kashima Soccer Stadium, tous les trains continuent sur la ligne Kashima jusqu'à Kashima-Jingū.

### Liste des gares
La ligne comporte 15 gares. Mais, en fait, la compagnie ferroviaire opère à la Gare de Kashima-Jingu sur Ligne Kashima.
| Gare                                 | Nom japonais               | Distance (km) | Correspondances                    | Localisation |
| ------------------------------------ | -------------------------- | ------------- | ---------------------------------- | ------------ |
| Mito                                 | 水戸                       | 0             | JR East : Jōban, Suigun            | Mito         |
| Higashi-Mito                         | 東水戸                     | 3,8           |                                    | Mito         |
| Tsunezumi                            | 常澄                       | 8,3           |                                    | Mito         |
| Ōarai (ja)                           | 大洗                       | 11,6          |                                    | Ōarai        |
| Hinuma                               | 涸沼                       | 18,0          |                                    | Hokota       |
| Kashima-Asahi                        | 鹿島旭                     | 22,8          |                                    | Hokota       |
| Tokushuku                            | 徳宿                       | 26,7          |                                    | Hokota       |
| Shin-Hokota                          | 新鉾田                     | 31,0          |                                    | Hokota       |
| Kitaurakohan                         | 北浦湖畔                   | 34,9          |                                    | Hokota       |
| Taiyō                                | 大洋                       | 39,0          |                                    | Hokota       |
| Kashimanada                          | 鹿島灘                     | 43,1          |                                    | Kashima      |
| Kashima-Ōno                          | 鹿島大野                   | 46,1          |                                    | Kashima      |
| Chōjagahama Shiosai Hamanasu Kōenmae | 長者ヶ浜潮騒はまなす公園前 | 48,4          |                                    | Kashima      |
| Kōyadai                              | 荒野台                     | 50,1          |                                    | Kashima      |
| Kashima Soccer Stadium               | 鹿島サッカースタジアム     | 53,0          | JR East : Kashima                  | Kashima      |
| Kashima-Jingū                        | 鹿島神宮                   | －            | JR East : Kashima (interconnexion) | Kashima      |